# Pertate
Pertate (cyr. Пертате) – wieś w Serbii, w okręgu jablanickim, w gminie Lebane. W 2011 roku liczyła 1312 mieszkańców.